# Claudia Schiffer
Claudia Schiffer (izg. ˈklaʊ̯dɪa ˈʃɪfɐ), nemška manekenka in ustvarjalna urednica lastne linije oblačil, * 25. avgust 1970, Rheinberg, Severno Porenje - Vestfalija, Zvezna republika Nemčija. 
Schifferjeva je zaslovela v zgodnjih devetdesetih, ko je postala ena od najuspešnejših manekenk na svetu. Ob začetku kariere so jo pogosto primerjali z Brigitte Bardot. Pojavila se je na več kot sedemsto naslovnicah raznih revij in še danes je dovolj popularna, da jo najamejo za oglaševanje raznih parfumov in izdelkov luksuznih brandov. Leta 2002 je revija Forbes njeno premoženje ocenila na 55 milijonov $ (38 milijonov £).

## Ozadje
Claudia Schiffer se je rodila v majhnem mestecu Rheinbergu v Severnem Porenju-Vestfaliji, Zahodna Nemčija, okoli 15 kilometrov oddaljenega od najbližjega večjega mesta, Duisburga. Je hči Gudrun in Heinza Schifferja, odvetnika. Ima dva brata, Stefana in Andreasa, ter eno sestro, Ann Carolin.
Claudia Schiffer je dejala, da je bila v srednji šoli precej popularna, vendar je bila tako visoka, da je zaradi tega postala zelo sramežljiva in je želela ostati neopažena. Mnogi sošolci so bili ljubosumni nanjo, ker je prihajala iz bogate družine, ki so jo v mestu dobro poznali.
Claudia Schiffer tekoče govori tri jezike, in sicer nemščino, angleščino ter francoščino.
Na začetku je Claudia Schiffer želela postati odvetnica in včasih je delala v očetovi odvetniški pisarni. Te ambicije je opustila pri sedemnajstih, oktobra 1987, ko jo je Michel Levaton, vodja agencije Metropolitan Model, opazil v nekem nočnem klubu v Düsseldorfu. Z njegovo agencijo je kasneje podpisala pogodbo in postala fotomodel.

## Manekenska kariera
Clauida Schiffer je po koncu srednje šole pričela delati kot fotomodel. Odletela je v Pariz na poskusno snemanje in se kmalu pojavila na naslovnici francoske različice revije Elle, ki jo je pariška javnost zelo hvalila. V zgodnjih devetdesetih je zaigrala v zelo komercializiranih reklamah za kampanjo kavbojk Guess?. Paul Marciano je v intervjuju z revijo Forbes za njihov članek »15 lepih supermodelov, ki dobro služijo« dejal: »Guess je postal veliko bolj znan predvsem po Claudijini zaslugi.« Potem, ko se je pojavila tudi na naslovnici mnogih drugih revij, kot so britanska revija Vouge, za katero je naslovnico posnel Herb Ritts, je Claudia Schiffer kmalu dosegla status supermodela in Karl Lagerfeld jo je izbral za Chanelov nov obraz. Postala je svetovno prepoznavna zaradi svojih modrih oči, svetlih las in visoke postave, saj je merila 1,81 m.
Claudia Schiffer se je leta 1999 pojavila na novemberski naslovnici ameriške različice revije Vogue, kjer so jo označili za »moderno muzo«. Imenovana za eno od najlepših žensk na svetu, je Claudia Schiffer zaslovela s sposobnostjo, da zapelje globalno občinstvo, s čimer si je zagotovila uspešno kariero, ki traja že več kot štiriindvajset let. Je prvi fotomodel, ki se je pojavil na naslovnici revij Vanity Fair, Rolling Stone, People in The New York Times, večkrat pa se je pojavila tudi na naslovnicah revij Vogue, Harper's Bazaar, Elle, Cosmopolitan in Time. Poleg tega se je večkrat pojavila tudi na modnih revijah, kjer je pozirala za pomembne modne hiše, kot so Versace, Yves Saint Laurent, Dolce & Gabbana, Chanel in Valentino.
Poleg tega, da je oglaševala luksuzne brande, je Claudia Schiffer postala tudi obraz velikih trgovin, kot Mango in Accessorize; za jesensko-zimsko kampanjo trgovine Accessorize leta 2006 si je dala prvič preluknjati ušesa. Vključili so jo tudi v reklame za pijači Fanta in Pepsi. Leta 1998 naj bi ji za snemanje reklame za avtomobil znamke Citroën plačali 3 milijone £. Claudia Schiffer še vedno sodeluje pri oglaševanju podjetja L'Oréal in je ena od njihovih ambasadork z najdaljšo delovno dobo.
Karl Lagerfeld je Claudio Schiffer kakšnih sedemnajst let po njenem prvem delu za Chanel fotografiral za kampanjo Dom Pérignon. Claudia Schiffer se je v zadnjem času pojavila v kampanijah za znamke Chanel, YSL, Salvatore Ferragamo in Dolce & Gabbana. Nazadnje se je pojavila v Chanelovi kampanji za maskaro A/W11.
Pogodbo ima podpisano z več agencijami, vključno z agencijami D'Management Group iz Milana, 1/One Management iz New York Cityja in Marilyns iz Pariza. Njena glavna modna agencija je modna agencija Model Management iz Hamburga.
Leta 2011 je Claudia Schiffer sprejela vlogo sodnice na tekmovanju Fashion Fringe.
Leta 2012 je posnela še en črno bel oglas za podjetje Guess? ob tridesetletnici njihovega delovanja.

## Modno oblikovanje
Claudia Schiffer, ki je poznana kot globalna modna ikona, ki jo priznavajo povsod po svetu, je marca leta 2011 na pariškem tednu mode izdala lastno modno kolekcijo, sestavljeno iz oblačil iz kašmirja. Med jesensko-zimsko sejo leta 2011 so njene obleke prvič predstavili na modni reviji, temu pa je sledila uspešna modna kolekcija za pomladno-poletno sejo leta 2012. Njene modne kolekcije so izdali globalno v raznih butikih ter nekaterih pomembnejših in bolj znanih trgovskih centrih. Claudia Schiffer je glavna kreativna urednica branda, preko katerega je do danes izdala vse svoje modne kolekcije in sama oblikuje večino modnih kolekcij, izdanih preko branda.

## V medijih
Claudia Schiffer se je pojavila v številnih filmih in videospotih. Njen prvi film je bil otroški film Richie Rich (1994), nato pa je zaigrala poleg Dennisa Hopperja in Matthewa Modinea The Blackout. Kasneje se je pojavila še v filmih Friends & Lovers (1999), Black and White (1999), In Pursuit (2000) in Življenje brez Dicka (2001), nato pa je dobila malce večjo vlogo v filmu Pravzaprav ljubezen (2003). Za kratek čas se je pojavila tudi v filmu Bena Stillerja, Zoolander, ki je izšel leta 2001.
Claudia Schiffer se je pojavila tudi v mnogih pogovornih oddajah, kot so The Oprah Winfrey Show, Larry King Live, The Late Show with David Letterman in Late Night with Conan O'Brien, ter v komičnih televizijskih serijah, kot sta Dharma in Greg in Arrested Development. Pojavila se je tudi v videospotu deške glasbene skupine, Westlife, »Uptown Girl«, leta 2000 pa je zaigrala v videospotu Bon Jovija za pesem »Say It Isn't So«.
Claudia Schiffer je izdala tudi štiri posnetke vadbe v sklopu serije posnetkov, imenovane Popolno fit Claudie Schiffer (Claudia Schiffer's Perfectly Fit), ki so postali eni od najbolje prodajanih posnetkov za telovadbo. Vodila je podelitev nagrad French Fashion Awards in World Music Awards v Monaku.
Skupaj s fotomodeli Christy Turlington, Naomi Campbell in Elle Macpherson si Claudia Schiffer od leta 1995 lasti verigo restavracij Fashion Café. Claudia Schiffer ostaja ena od najbolje prepoznavnih nemških osebnosti in med svetovnim prvenstvom v nogometu leta 2006 je ob začetku prireditve skupaj s Peléjem nosila trofejo. Leta 2002 je skupaj s princem Williamom podelila trofejo na tekmovanju iz pola.
Ko so jo vprašali o poklicu fotomodela, je Claudia Schiffer v enem od intervjujev dejala: »Supermodeli, kakršni smo nekoč bili mi, ne obstajajo več.«

## Dobrodelnost
Claudia Schiffer je z Unicefom pričela sodelovati, ko je postala članica njihovega komiteja podpornikov iz umetniške in zabavne industrije in trenutno je njihova britanska ambasadorka dobre volje. Claudia Schiffer je tudi govornica organizacije Make Poverty History, v sklopu česar se je pojavila v najrazličnejših televizijskih oglasih. Julija 2009 je vodila koncerte Live 8 v Berlinu in Edinburghu.

## Zasebno življenje
Ob začetku njene kariere je bila Claudia Schiffer v romantičnem razmerju s kitaristom glasbene skupine Bon Jovi Richiejem Samboro, monaškim princem Albertom in pevcem Peter Gabriel.
Claudia Schiffer se je leta 1994 zaročila s čarovnikom Davidom Copperfieldom, s katerim je bila zaročena pet let, dokler se njuna zveza leta 1999 ni končala. Spoznala sta se leta 1993 na eni od njegovih prireditev v Nemčiji, kjer so jo povabili na oder, da bi sodelovala pri njegovi iluziji »lebdenja«. V času, ko sta bila zaročena, se je nekajkrat pojavila na odru kot njegova posebna asistentka, ki mu je pomagala pri iluziji »lebdenja«, pri triku z gilijotino in pri triku, pri katerem so jo razrezali na pol. Leta 1997 sta oba, Claudia Schiffer in David Copperfield, tožila revijo Paris Match, ki je trdila, da sta si razmerje le izmislila zaradi medijske pozornosti, da so Claudiji Schiffer plačali, da se je pretvarjala, da sta zaročena, in da Davida Copperfielda sploh ni marala. Leta 1999 je Claudia Schiffer prejela neizdano vsoto denarja s strani revije Paris Match, saj je francosko sodišče presodilo, da je bila zgodba izmišljena. Publicist Davida Copperfielda je potrdil, da je Claudia Schiffer podpisala pogodbo za njene pojave med občinstvom na njegovih čarovniških predstavitvah v Berlinu, vendar se s pogodbo ni zavezala k temu, da bo njegova »spremljevalka«.
Po njenem razhodu z Davidom Copperfieldom je Claudia Schiffer pričela hoditi s prodajalcem umetnin in dedičem podjetja Green Shield Stamp, Timom Jefferiesem.
25. maja 2002 se je Claudia Schiffer v Suffolku poročila z režiserjem Matthewom Vaughnom. Skupaj imata tri otroke: sina Casparja Matthewa (roj. 30. januarja 2003 v Westminstru, London), hčerko Clementine Poppy (roj. 11. novembra 2004 v Westminstru) in še eno hčerko, imenovano Cosima Violet (roj. 14. maja 2010).
Claudia Schiffer je bila dvakrat žrtev nadlegovanja. Leta 2002 so aretirali italijanskega kuhinjskega pomivalca, ker je devetkrat obiskal njen 5 milijonov £ vreden dvorec Coldham Hall ob Bury St Edmundsu, Suffolk, ker jo je želel videti. Tožbo so kasneje opustili, vendar so ga na sodišču vpisali med psihično bolne osebe. Verjel je namreč, da mu je papež naročil, naj se poroči z njo. Leta 2004 so kanadskega moškega obtožili, da nadleguje Claudio Schiffer, tudi na njenem domu v Suffolku. Po poročanju naj bi ji pred pragom puščal ljubezenska pisma.
Leta 2006 sta Claudia Schiffer in njen mož dvakrat govorila s policisti iz Suffolka zaradi nesreč, v katere sta bila vpletena dva njuna psa, nemški ovčar in irski volčji hrt, in lokalni prebivalci, ki so se sprehajali mimo njunega dvorca Coldham Halla. Enega od njunih sosedov, Jacka Russella, naj bi psa med prečkanjem poti blizu njunega doma napadla in hudo ranila, poleg tega pa naj bi ugriznila poštarja.

## Filmografija
| Leto | Naslov                                   | Vloga                       | Opombe                          |
| ---- | ---------------------------------------- | --------------------------- | ------------------------------- |
| 1994 | Richie Rich                              | Ona kot učiteljica aerobike |                                 |
| 1994 | Prêt-à-Porter                            | Ona                         |                                 |
| 1996 | Popolno fit                              | -                           | Fitnes vadbe s Claudio Schiffer |
| 1997 | The Blackout                             | Susan                       |                                 |
| 1999 | Desperate But Not Serious                | Gigi                        |                                 |
| 1999 | Friends & Lovers                         | Carla                       |                                 |
| 1999 | Black and White                          | Greta                       |                                 |
| 2000 | Meeting Genevieve                        | Genevieve                   |                                 |
| 2000 | Chain Of Fools                           | Ona                         |                                 |
| 2001 | In Pursuit                               | Catherine Wells             |                                 |
| 2001 | Zoolander                                | Ona                         |                                 |
| 2002 | 666 – Traue keinem, mit dem Du schläfst! | Ona                         |                                 |
| 2002 | Življenje brez Dicka                     | Mary                        |                                 |
| 2003 | Pravzaprav ljubezen                      | Carol                       |                                 |

### Dokumentarni filmi
- Noche de tu vida, La (1993)
- David Copperfield: 15 Years of Magic (1994)
- Die schönsten Frauen der Welt - Claudia Schiffer (1995)
- Around Claudia Schiffer (1995)
- Catwalk (1996)
- 68. podelitev oskarjev (1996)
- Happy Birthday Elizabeth: A Celebration of Life (1997)
- An Audience with Elton John (1997)
- 1997 VH1 Fashion Awards (1997)
- Beautopia (1998)
- The Sound of Claudia Schiffer (2000)